# Цзинмэнь
Цзинмэ́нь (кит. упр. 荆门, пиньинь Jīngmén) — городской округ в провинции Хубэй КНР.

## История
Ещё во времена империи Хань в этих местах был создан уезд Данъян (当阳县). Во времена империи Тан он был в 805 году расформирован, а на этих землях был создан уезд Цзинмэнь (荆门县).
Во времена империи Сун в 972 году был вновь создан уезд Данъян, а также был образован Цзинмэньский военный округ (荆门军), в состав которого вошли уезды Данъян и Чанлинь. В 1073 году военный округ был расформирован, но в 1088 году создан вновь.
После монгольского завоевания и образования империи Юань военный округ был в 1277 году преобразован в Цзинмэньскую управу (荆门府), которая затем была понижена в статусе и стала Цзинмэньской областью (荆门州).
После свержения власти монголов и образования империи Мин область поначалу опять была понижена в статусе, и в 1376 году вновь появился уезд Цзинмэнь, к которому были присоединены уезды Данъян и Чанлинь, однако в 1380 году была вновь образована Цзинмэньская область и воссоздан уезд Данъян. С 1531 года Цзинмэньская область была подчинена Чэнтяньской управе (承天府).
После маньчжурского завоевания Чэнтяньская управа в составе империи Цин была переименована в Аньлускую управу (安陆府). В 1791 году Цзинмэньская область была поднята в статусе до «непосредственно управляемой» (то есть, стала подчиняться напрямую властям провинции, минуя промежуточный уровень в виде управы); областным властям подчинялись уезды Данъян и Юаньань. После Синьхайской революции в Китае была проведена реформа административного деления, в результате которой области и управы были упразднены; на землях, ранее напрямую подчинённых властям Цзинмэньской области, в 1912 году был вновь создан уезд Цзинмэнь.
После образования КНР эти земли в 1949 году вошли в состав Специального района Цзинчжоу (荆州专区). В 1960 году посёлок Шаян уезда Цзинмэнь был выделен в отдельный город Шаян (沙洋市), но в следующем году он опять стал посёлком. В 1970 году Специальный район Цзинчжоу был переименован в Округ Цзинчжоу (荆州地区). В 1979 году из уезда Цзинмэнь был выделен город Цзинмэнь.
В 1983 году решением Госсовета КНР город Цзинмэнь был выведен из состава округа Цзинчжоу и подчинён напрямую властям провинции Хубэй; уезд Цзинмэнь был при этом расформирован, а его территория присоединена к городу Цзинмэнь. В 1985 году город Цзинмэнь был разделён на районы Дунбао и Шаян.
В 1992 году уезд Чжунсян округа Цзинчжоу был преобразован в городской уезд.
В 1996 году решением Госсовета КНР уезд Цзиншань и городской уезд Чжунсян были переданы из состава Цзинчжоу в состав Цзинмэня.
В 1998 году решением Госсовета КНР был расформирован район городского подчинения Шаян, а вместо него образован уезд Шаян.
В 2001 году из района Дунбао был выделен район Додао.
В 2018 году уезд Цзиншань был преобразован в городской уезд.

## Административно-территориальное деление
Городской округ Цзинмэнь делится на 2 района, 2 городских уезда, 1 уезд:
| Карта                              | Карта    | Карта     | Карта          | Карта            | Карта         |
| ---------------------------------- | -------- | --------- | -------------- | ---------------- | ------------- |
| Дунбао Додао Шаян Чжунсян Цзиншань |          |           |                |                  |               |
| Статус                             | Название | Иероглифы | Пиньинь        | Население (2010) | Площадь (км²) |
| Район                              | Дунбао   | 东宝区    | Dōngbǎo qū     |                  |               |
| Район                              | Додао    | 掇刀区    | Duōdāo qū      |                  |               |
| Городской уезд                     | Чжунсян  | 钟祥市    | Zhōngxiáng shì |                  |               |
| Городской уезд                     | Цзиншань | 京山市    | Jīngshān shì   |                  |               |
| Уезд                               | Шаян     | 沙洋县    | Shāyáng xiàn   |                  |               |

## Экономика
В Цзинмэне развиты нефтехимия (комбинат Sinopec Group), электроэнергетика, производство удобрений и цемента, металлообработка, логистика, сельское хозяйство (рис, хлопок, рапс), пищевая промышленность (мука, растительное масло, пиво) и туризм.